# Сасаки, Рун
Рун Сасаки (яп. 佐々木 るん Сасаки Рун, род. 21 марта 1956, Фукусима) — японская сэйю и актриса дубляжа. С 2010 года вместе со своей семьёй живёт в Сиэтле.

## Работы

### Фильмы
- Crusher Joe (Альфин)
- The Super Dimension Fortress Macross (Ванесса)
- Ohayo! Spank (Анна (собака))
- Five Star Monogatari (Айша)
- 2112: Doraemon Tanjou (жена)

### Аниме (TV)
- Sarutobi Sasuke (Принцесса Юкино)
- Ultra Grandma (ребёнок)
- Six God Combination Godmars (Марс в детстве)
- The Super Dimension Fortress Macross (Ванесса)
- Super Dimension Century Orguss (Мимзи Ларз)
- Ginga Hyouryuu Vifam (Маруро)
- Seisenshi Dunbine (Элль)
- Princess Sarah (Гертруда)
- Blue Comet SPT Layzner (Карура)
- Blue Comet SPT Layzner (Фреви)
- Dancouga — Super Beast Machine God (Сикэт)
- Showa Ahozoshi Akanuke ichiban
- Hikari no Densetsu (Мария)
- High School! Kimengumi (Ико Кава)
- Izumo (Химико)
- Shonen Ashibe (Ка-тян)
- City Hunter (Рейко Ююки)
- City Hunter (Мидори Охара)
- Oishinbo (Нацуко)
- Anpanman (Тамаго-тян)
- Yawara! (Беллкенс)
- Yamato Takeru (Ямато Каору)
- Crayon Shin-chan
- Brain Powered (Кант)
- Mobile Fighter G Gundam (Марион)
- Astro Boy (Робье)
- Urusei Yatsura (Диана)
- Hello Kitty (Мама Китти)
- Sanrio Blue Bird (Богиня)
- Seraphim Call

### Игры
- Kowloon's Gate (главный герой)
- Jan Jan Koi shimasho! (Нана Мотоки)
- Marie's Atelier (Килли)